# Anversa degli Abruzzi
Anversa degli Abruzzi (Anvèrsë in abruzzese) è un comune italiano di 301 abitanti della provincia dell'Aquila in Abruzzo. Fa parte della comunità montana Peligna e del circuito dei borghi più belli d'Italia. Nel territorio del comune si trovano la riserva naturale guidata Gole del Sagittario e la frazione di Castrovalva.

## Storia

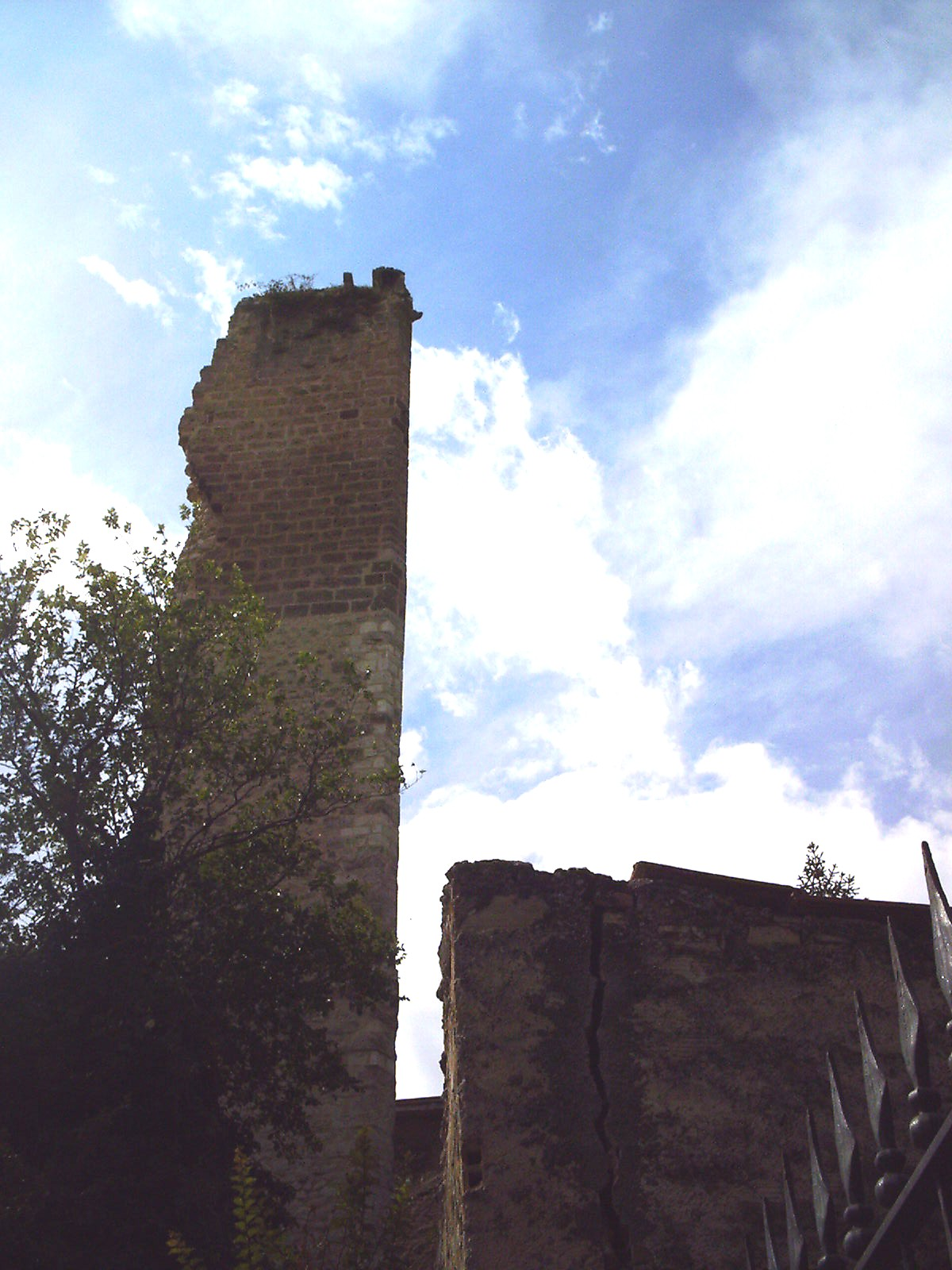
Torre normanna del castello (XI secolo). La palazzina ducale aragonese risale al XV secolo.

### Neolitico
Nelle zone circostanti tra il Cenozoico e il Mesozoico si è avuta un'orogenesi per sedimentazione carbonatica (le rocce nei dintorni contengono carbonati vari, tra cui principalmente carbonato di calcio sotto forma di calcare compatto).

### Periodo medievale
Il feudo nell'XI secolo appartenne ai Normanni, che edificarono il castello, e alla diocesi di Sulmona. Risalgono a questo periodo i primi nuclei religiosi di San Cesidio di Castrovalva e Santa Maria ad Nives. Il feudo di Anversa, nel Catalogo dei Baroni, nel XII secolo, era Castrovalva.
Il nome medievale "Anversa", risale alla posizione del borgo verso la valle e il fiume del Sagittario, Ad amnen versus. Durante l'impero svevo, Federico II si trovò a lottare contro il conte Tommaso, che aveva fatto affidamento sullo zio Rainaldo: dopo la loro sconfitta, il feudo di Anversa fu ceduto al giovane Rinaldo, che fondò la contea del borgo.

### Epoca moderna
Nel XV secolo il borgo fu possesso di Jacopo Caldora, e successivamente degli aragonesi, che costruirono un palazzo ducale sul vecchio castello abbandonato. Successivamente fu dominio della famiglia Di Sangro, che detenne il dominio fino al XIX secolo. Il borgo fu danneggiato da due forti terremoti nel 1706 (terremoto della Maiella) e nel 1915 (terremoto della Marsica).

### Novecento

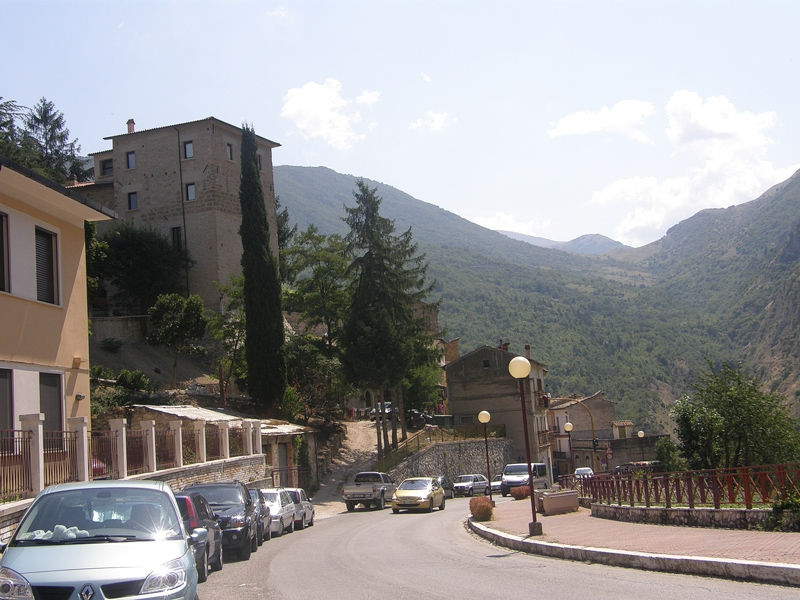
La via principale e la palazzina aragonese del castello normanno Di Sangro

Nel 1905 il borgo è visitato dal poeta Gabriele D'Annunzio in compagnia del filologo sulmonese Antonio De Nino, appassionato scopritore del passato romano abruzzese nel circondario. D'Annunzio fu impressionato dalla triste decadenza della nobile famiglia Di Sangro e dalle rovine del castello normanno, e scriverà la tragedia La fiaccola sotto il moggio lì ambientata: la "fiaccola" del titolo è infatti il rudere alto e sottile del castello normanno.
Nel XX secolo la popolazione subisce un notevole calo demografico, specialmente per luoghi che offrono possibilità di lavoro migliori, fra cui Sulmona: la popolazione passa dai 1 934 abitanti nel 1901, agli attuali poco più di 400 abitanti.

### Epoca contemporanea
Anversa è nota per il parco letterario dannunziano, istituito nel 2002, per la riserva naturale delle Gole del Sagittario, e per l'integrità del borgo medievale che gli ha valso l'iscrizione alla lista dei borghi più belli d'Italia.

### Simboli
Lo stemma e il gonfalone sono stati concessi con decreto del presidente della Repubblica dell'11 ottobre 1983.
Questa è la terra dei Marsi, e marsus era anticamente un mago incantatore di serpenti: gli stessi che si ritrovano attorcigliati a un compasso nello stemma comunale.
Il gonfalone è un drappo di azzurro.

## Monumenti e luoghi d'interesse

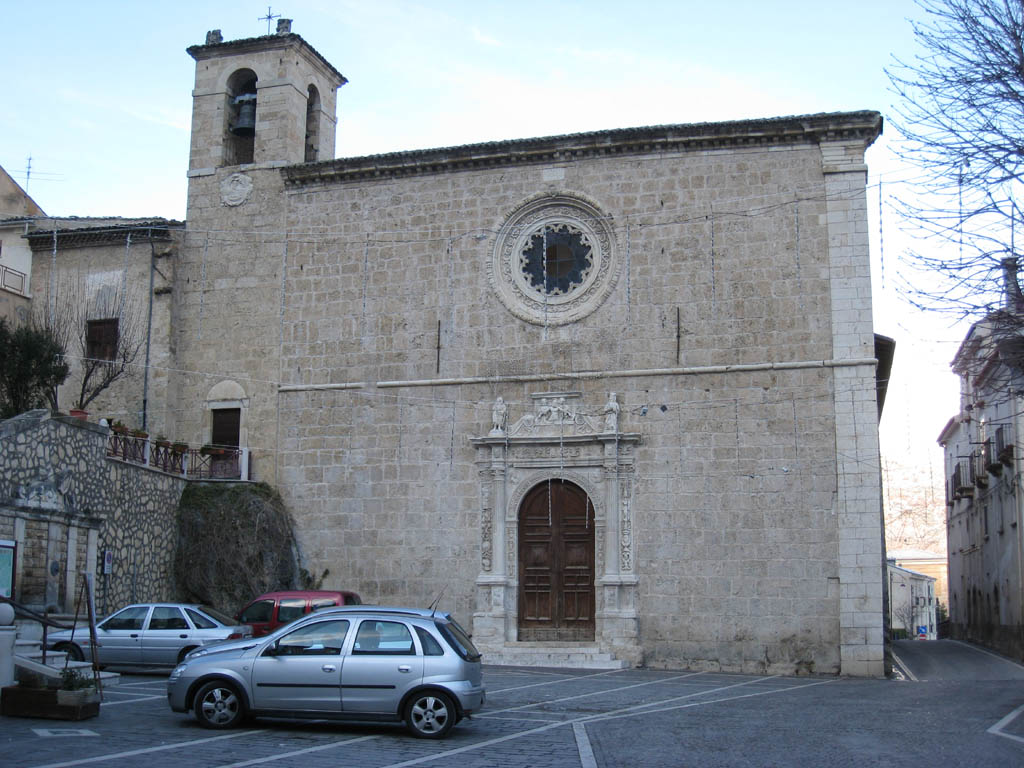
La chiesa di Santa Maria delle Grazie

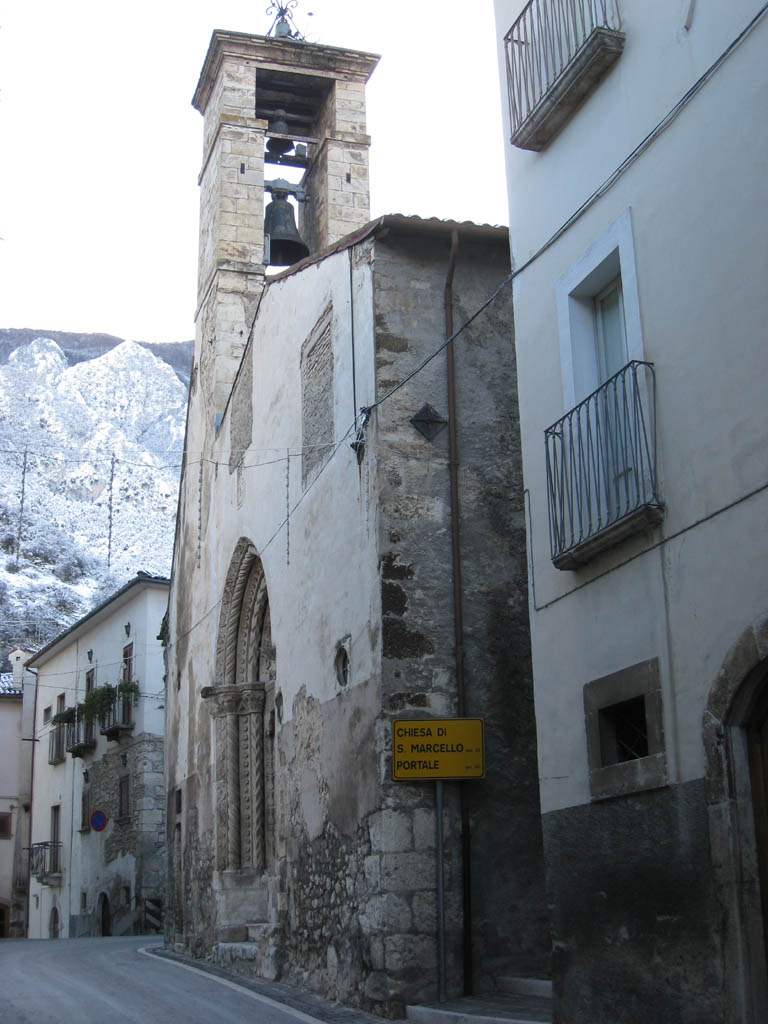
La chiesa di San Marcello

- Il castello normanno: ne rimangono ruderi, ospitava il Trittico di Anversa, poi portato nella Chiesa di Santa Maria delle Grazie, poi rubato nel 1981 e sostituito con una copia;
- le case dei lombardi, fatte costruire tra il 1480 e il 1520;
- le chiese:
  - ad Anversa degli Abruzzi:
    - Santa Maria delle Grazie (XVI secolo), in stile romanico a tre navate;
    - San Marcello (XI secolo), in stile romanico con portale tardo gotico;
    - Santa Maria ad Nives (IX secolo), vi rimangono dei ruderi un po' a valle verso le Gole del Sagittario, constava di un annesso monastero dei benedettini ed era in stile romanico;
    - San Vincenzo (XIII secolo), nel 1333 vi fu seppellito un frate, sita a pochi metri dell'abitato, ne rimangono ora resti delle mura;

  - a Castrovalva:
    - Santa Maria delle Grazie;
    - Santa Maria della Neve (XVI secolo);
    - San Michele Arcangelo (XII secolo);
- le porte:
  - Porta Pazziana;
  - Porta San Nicola;
- le necropoli di Cava della Rena, San Carlo e Fonte Curato e di Coccitelle;
- il giardino botanico Gole del Sagittario.

## Società

### Evoluzione demografica
Abitanti censiti

## Cultura

### Letteratura
Gabriele D'Annunzio nel castello normanno-aragonese in cima alla collina del paese ambientò il suo dramma teatrale La fiaccola sotto il moggio. Nella storia è presente in primo piano la figura della rovina del castello, simbolo di decadenza della struttura e della nobile famiglia Di Sangro. Vengono fatti riferimenti anche al borgo e a Cocullo riguardo al rito dei serpenti.

### Parco letterario dannunziano
Istituito nel 2002 dal comune di Anversa degli Abruzzi, il WWF Italia e la fondazione Ippolito Nievo e dedicato al poeta Gabriele D'Annunzio, consente di percorrere i luoghi, i temi e le opere della letteratura dannunziana.

### Cinema
Ad Anversa degli Abruzzi sono state girate alcune scene del film di Riccardo Milani Scusate se esisto.

## Economia
Fino al secondo dopoguerra si producevano nel paese delle ceramiche, di cui nella piazza principale vi sono raccolti degli esemplari in una sala espositiva. Le botteghe, 15 in tutto, erano site presso le sorgenti del Cavuto che fornivano l'acqua per la produzione, iniziata circa nel XV secolo. Le maioliche del luogo hanno raggiunto Villa d'Este presso Tivoli e la chiesa di Santa Maria delle Grazie di Collarmele opere rinascimentali di un certo Bernardino de Gentili nativo del luogo. Il successivo incanalamento del Cavuto per creare una diga per la fornitura di energia elettrica ha fatto crollare la produzione di ceramica del paese, attualmente ridotta a ceramica artigianale. I massimi esponenti e maestri di produzione di maioliche e ceramiche sono da ricercare tra i secoli XV e XVI.

## Amministrazione
| Periodo           | Periodo           | Primo cittadino  | Partito                                               | Carica  | Note          |
| ----------------- | ----------------- | ---------------- | ----------------------------------------------------- | ------- | ------------- |
| 23 aprile 1995    | 13 giugno 2004    | Gabriele Gianni  | Lista civica di centro-sinistra Concordia e progresso | Sindaco | [ 13 ] [ 14 ] |
| 14 giugno 2004    | 30 marzo 2010     | Gianni Di Cesare | Lista civica di centro-sinistra Concordia e progresso | Sindaco | [ 15 ]        |
| 31 marzo 2010     | 31 maggio 2015    | Gabriele Gianni  | Lista civica di centro-sinistra Concordia e progresso | Sindaco | [ 16 ]        |
| 31 maggio 2015    | 20 settembre 2020 | Gianni Di Cesare | Lista civica di centro-sinistra Concordia e progresso | Sindaco | [ 17 ]        |
| 20 settembre 2020 | 26 marzo 2025     | Gianni Di Cesare | Lista civica di centro-sinistra Concordia e progresso | Sindaco | [ 1 ] [ 18 ]  |

### Gemellaggi
- Illiers-Combray[19]